# Sport in Umbria
Le rappresentanze sportive dell'Umbria sono principalmente note in ambito nazionale per il calcio e per la pallavolo.

## Calcio

### Maschile
Le società calcistiche umbre, passate e presenti, che hanno disputato campionati italiani di calcio a livello professionistico sono nove. Come massimi traguardi, Perugia e Ternana sono le uniche ad aver raggiunto il 1º livello (la Serie A); ciò rende peraltro l'Umbria l'unica regione italiana ad avere raggiunto la massima divisione con squadre di tutti i suoi capoluoghi provinciali. Il Gubbio vanta come apice il 2º livello (la Serie B), mentre Foligno, Città di Castello, Voluntas Spoleto, Orvietana e lo scomparso Gualdo si sono fermate al 3º livello (tra Serie C, Serie C1 e Lega Pro Prima Divisione). Chiude l'elenco il Castel Rigone, spintosi fin qui al 4º livello (la Lega Pro Seconda Divisione). Va da sé che, per parte del Novecento, varie stagioni al 3º e 4º livello furono disputate a carattere nazionale ma non professionistico, tuttavia vengono comunque equiparate nelle statistiche per via della loro importanza storica.
Altri quattro club della regione, Narnese, Angelana, Pontevecchio e Bastia, non hanno mai raggiunto il professionismo, ma annoverano almeno dieci stagioni nella massima categoria dilettantistica; Gualdo Casacastalda e Todi non vantano neppure queste ultime, ma mentre la prima si pone in continuità con la precedente società del Gualdo, acquisendone così il relativo palmarès, la seconda vanta la conquista di un titolo a livello nazionale.
In ambito europeo, il Perugia è l'unica squadra della regione ad aver giocato competizioni internazionali (con due partecipazioni in Coppa UEFA, quattro in Coppa Intertoto e una a testa in Coppa Mitropa e Coppa Piano Karl Rappan), nonché la sola ad aver conquistato trofei a livello europeo (coi successi nella Coppa Rappan del 1978 e nell'Intertoto del 2003).
Di seguito viene riportato l'elenco dei club umbri con i rispettivi campionati nazionali disputati divisi per livelli, aggiornati alla stagione 2024-2025:
| #  | Società             | Fondazione | Scioglimento | 1º livello | 2º livello | 3º livello | 4º livello | Totale | Stagione attuale  | Campo attuale         |
| -- | ------------------- | ---------- | ------------ | ---------- | ---------- | ---------- | ---------- | ------ | ----------------- | --------------------- |
| 1  | Perugia             | 1905       | -            | 13         | 29         | 37         | 11         | 90     | Serie C           | Renato Curi           |
| 2  | Ternana             | 1925       | -            | 2          | 31         | 39         | 17         | 89     | Serie C           | Libero Liberati       |
| 3  | Gubbio              | 1910       | -            | -          | 2          | 19         | 28         | 49     | Serie C           | Pietro Barbetti       |
| 4  | Foligno             | 1928       | -            | -          | -          | 19         | 32         | 51     | Promozione        | Enzo Blasone          |
| 5  | Gualdo              | 1920       | 2013         | -          | -          | 6          | 8          | 14     | -                 | -                     |
| 6  | Città di Castello   | 1919       | -            | -          | -          | 5          | 28         | 33     | Eccellenza Umbria | Corrado Bernicchi     |
| 7  | Voluntas Spoleto    | 1923       | -            | -          | -          | 4          | 14         | 18     | Promozione        | Comunale              |
| 8  | Orvietana           | 1913       | -            | -          | -          | 1          | 7          | 8      | Serie D           | Luigi Muzi            |
| 9  | Narnese             | 1926       | -            | -          | -          | -          | 5          | 5      | Eccellenza Umbria | San Girolamo          |
| 10 | Bastia              | 1924       | -            | -          | -          | -          | 4          | 4      | Eccellenza Umbria | Comunale              |
| 11 | Angelana            | 1926       | -            | -          | -          | -          | 3          | 3      | Eccellenza Umbria | Giuseppe Migaghelli   |
| 12 | Gualdo Casacastalda | 2013       | -            | -          | -          | -          | 2          | 2      | Prima Categoria   | Carlo Angelo Luzi     |
| 13 | Castel Rigone       | 1998       | 2014         | -          | -          | -          | 1          | 1      | -                 | -                     |
| 14 | Pontevecchio        | 1945       | -            | -          | -          | -          | 0          | 0      | Promozione        | Comunale degli Ornari |
| 15 | Todi                | 1952       | -            | -          | -          | -          | 0          | 0      | Promozione        | Franco Martelli       |

### Femminile
- Grifo Perugia (Serie C), disputa le partite allo Stadio Comunale di San Sisto
- Foligno (Eccellenza)

## Pallavolo
Molto numerosa (e di elevato successo) la compagine delle squadre umbre che partecipano ai campionati nazionali di pallavolo.

### Maschile
In passato, la principale società di pallavolo maschile dell'Umbria è stata il Perugia Volley (in seguito rinominata Umbria Volley), che ha militato per 10 stagioni consecutive in Serie A1, raggiungendo come apice la finale scudetto nella stagione 2004-2005.
Successivamente, è stata la Sir Safety Umbria Volley Perugia ad assumere il ruolo di principale società umbra, militando dal 2012 nella massima divisione e arrivando a conquistare il titolo di Campione d'Italia nella stagione 2017-2018.
Le società umbre di pallavolo maschile tuttora in attività sono:
- Sir Safety Perugia (Serie A1), disputa le partite al PalaEvangelisti
- Città di Castello (Serie B1); essendo la squadra emanazione di tutta l'Alta Valle del Tevere, disputa le partite a Sansepolcro
- Volley Bastia Umbra (Serie B1)
- Orvieto (Serie B2)
- Marconi (Serie A2), disputa le partite al PalaRota
- Terni Volley (Serie C)
- InterVolley Foligno

### Femminile
In passato, la Pallavolo Sirio Perugia è stata la principale società di pallavolo femminile dell'Umbria, nonché una delle maggiori in Italia. Il palmarès di successi in campo nazionale e internazionale comprende la vittoria di 3 campionati italiani, 5 coppe Italia, 1 Supercoppa italiana e 1 Coppa di Lega, assieme a 2 Champions League, 1 Coppa delle Coppe e 2 Coppe CEV.
Le altre società umbre di pallavolo femminile tuttora in attività sono:
- Volley San Mariano (Serie B1)
- Volley Marsciano
- Pallavolo Trevi (Serie B2)
- Volley Corciano
- Volley San Giustino (Serie B1)
- Volley Team Orvieto (Serie B1)
- Pallavolo Narni (Serie B2)
- Libertas Perugia (Serie B2)
- Ponte Valleceppi PG (Serie B2)
- Bastia Umbra (Serie B2)
- Pallavolo Ternana (Serie B2)
- Gubbio
- Il Piantone Narni
- Marconi

## Pallacanestro

### Maschile
- Perugia Basket  (Serie C regionale), disputa le partite al PalaEvangelisti
- Tiferno Pallacanestro, disputa le partite al Palasport Andrea Ioan
- Assisi Basket, disputa le partite al PalaRota
- Città di Castello Basket
- Orvieto Basket

### Femminile
- Umbertide (Serie A2), disputa le partite al PalaMorandi
- Azzurra Orvieto (Serie A2), disputa le partite al PalaSport di Porano

## Calcio a 5

### Maschile
- Vis Gubbio Calcio a 5 (Serie A2), disputa le partite interne alla Palestra Polivalente di Gubbio
- Gadtch Perugia 2000 Calcio a 5 (Serie B), disputa le partite interne al PalaPellini
- CLT Terni (Serie C1), disputa le partite al PalaDiVittorio

### Femminile
- Ternana Futsal (Serie A), disputa le partite al PalaDiVittorio

## Pallanuoto

### Maschile
- Libertas Rari Nantes Perugia  (Serie C maschile)
- Gryphus Sporting Club Perugia (Promozione maschile)

## Rugby

### Maschile
- CUS Perugia (Serie A2)
- Terni (Serie B)
- Amatori Rugby Perugia 2003 (Serie C)
- Rugby Città di Castello (Serie C)
- Rugby Gubbio (Serie C)
- Rugby Foligno (Serie C)
- Orvieto Rugby
- Guardia Martana Rugby (Serie C)
- Perugia Senior Rugby (Serie C)

### Femminile
- Umbria Rugby Ragazze (Serie A), disputa le partite al Campo da Rugby di Pian di Massiano

## Baseball
- BSC Foligno
- Cupra Baseball Softball

## Football americano
- Grifoni Perugia
- Terni Steelers

## Triathlon
- CDP Perugia Triathlon
- Triathlon Trasimeno A.S.D.

## Altri sport
La morfologia naturale del territorio offre diverse opportunità per l'escursionismo a piedi. Gli itinerari sono segnalati da e presso i Servizi territoriali turistici, il C.A.I., le comunità montane o il Corpo Forestale dello Stato.
Per la roccia vi sono pareti attrezzate sul monte Tezio, a Pale, sul monte Vettore e a Ferentillo. L'arrampicata indoor si pratica a Perugia.
Sulla cascata delle Marmore si può praticare, invece, il rafting.
La speleologia si può praticare sul monte Cucco, che presenta una delle più profonde cavità carsiche italiane (929 metri) ed un reticolo di gallerie naturali sotterranee che si dirama nel cuore della montagna per circa 20 chilometri.
In alcune località del monte Subasio, del monte Cucco e nella zona di Castelluccio (Norcia), si pratica il volo con deltaplano e parapendio. Il volo a vela si pratica a Foligno.
Sui monti Sibillini, in località Forca Canapine è possibile praticare lo sci alpino, mentre sul monte Cucco e sul monte Serra Santa si può praticare lo sci di fondo.
Per gli appassionati del ciclismo l'Umbria offre un buon numero di percorsi nel verde. L'Umbria è stata protagonista anche dell'arrivo di due tappe del Giro d'Italia; il 1º giugno 1991 la settima tappa del Giro si concluse a Città di Castello con la vittoria di Mario Cipollini, mentre il 13 maggio 2004 la quinta tappa si concluse a Spoleto con la vittoria dell'australiano Robbie McEwen.
Negli innumerevoli percorsi verdi umbri anche l'equitazione è molto praticata.
Lungo il percorso dell'alto Tevere, il fiume Nera e il lago di Piediluco sono presenti attrezzature per il canottaggio e sedi ufficiali di allenamento della Federazione Italiana Canottaggio.
La pratica della pesca sportiva richiede di rivolgersi alle sezioni federali di competenza per prendere atto del regolamento regionale e dei divieti e dei limiti di pesca delle varie specie; questo sport si pratica principalmente sul lago Trasimeno e al lago di Corbara per luccio, carpa, tinca, capitone, persico e alborella; sui fiumi Chiascio, Nera, Corno e Clitunno per la trota e sul Tevere per la carpa e altri ciprinidi.
Il lago Trasimeno consente di poter praticare sport molto diffusi: sci nautico, Windsurf e barca a vela. Negli anni passati si sono svolte gare di nuoto in acque aperte da 2,5 a 10 km; a settembre si svolge nel lago e sulle strade limitrofe un triathlon sprint.
Per l'automobilismo è presente l'autodromo di Magione, e viene pure disputata la Coppa Perugina.
Per l'atletica leggera ci sono diverse associazioni, e i maggiori impianti adibiti sono lo Stadio Santa Giuliana e lo Stadio Enzo Blasone.
Il tennis viene disputato in diversi club, tra i quali: Junior Tennis Club, Tennis Club Porta Romana (Foligno), Panda Tennis Club (Foligno) e Tennis Club Villa Candida (Foligno). Mentre infine il tennistavolo viene praticato al PalaDeSantis di Terni.

## Impianti sportivi
Stadi
- Stadio Renato Curi, Perugia
- Stadio Libero Liberati, Terni
- Stadio Pietro Barbetti, Gubbio
- Stadio Enzo Blasone, Foligno
- Stadio Carlo Angelo Luzi, Gualdo Tadino
- Stadio Santa Giuliana, Perugia
- Stadio Viale Brin, Terni

PalaSport
- PalaEvangelisti, Perugia
- PalaKemon, San Giustino
- PalaPaternesi, Foligno
- PalaDeSantis, Terni
- Palasport Andrea Ioan, Città di Castello
- PalaDiVittorio, Terni
- PalaPellini, Perugia

Altro
- Forca Canapine, Norcia
- Autodromo dell'Umbria, Magione

## Eventi
- Gran Premio Pretola
- Internazionali di Tennis dell'Umbria
- Campionato europeo femminile di pallavolo 1999